# Rue Bertin-Poirée
Rue Bertin-Poirée är en gata i Quartier Saint-Germain-l'Auxerrois i Paris första arrondissement. Gatan är uppkallad efter en person som tidigare bodde här. Rue Bertin-Poirée börjar vid Quai de la Mégisserie 12 och slutar vid Rue de Rivoli 63.

## Bilder
| - Gatuskylt. - Rue Bertin Poirée med Franprix. |

## Omgivningar
- Saint-Germain-l'Auxerrois
- Sainte-Chapelle
- Louvren
- Tuilerierna
- Rue des Orfèvres
- Rue des Lavandières-Sainte-Opportune
- Rue des Deux-Boules
- Quai des Orfèvres

## Kommunikationer
- Tunnelbana – linjerna      – Châtelet
- Busshållplats Rivoli – Châtelet – Paris bussnät

### Webbkällor
- ”Rue Bertin-Poirée”. Mairie de Paris. https://web.archive.org/web/20160303213038/http://www.v2asp.paris.fr/commun/v2asp/v2/nomenclature_voies/Voieactu/0924.nom.htm. Läst 8 mars 2023.
- ”Rue Bertin-Poirée”. Les rues de Paris. https://web.archive.org/web/20200110123402/http://www.parisrues.com/rues01/paris-01-rue-bertin-poiree.html. Läst 8 mars 2023.